# Macchia (Giarre)
Macchia ('a Macchia in siciliano) è una frazione di Giarre (Città metropolitana di Catania). Deve probabilmente il suo nome alla fitta boscaglia (Bosco d'Aci) che un tempo ricopriva il territorio sul quale oggi sorge, bonificato a partire dal XVI secolo.
La località di Macchia dista appena due chilometri dal centro di Giarre e a causa dell'espansione edilizia essa si trova ormai in uno stato di netta continuità con quest'ultimo tanto da esserne considerata oggi un quartiere vero e proprio. In passato, tuttavia, alcuni movimenti politici ormai sopiti hanno teso alla creazione di un comune autonomo.
Gli abitanti sono detti macchiesi (macchioti in siciliano).

## Storia

### Origini
Numerose testimonianze di varia natura proverebbero l'esistenza di un antico abitato d'epoca romana o greca nella zona a monte di Macchia, oggi denominata "Fondomacchia" ("Funnamacchia" in siciliano), tra i quali alcune anfore (lat. dolia) per la conservazione dei generi alimentari.
La storia dell'attuale abitato ha però origine nel XVI secolo, quando le terre della Contea di Mascali furono concesse in enfiteusi a ricchi proprietari acesi e messinesi.
Il "Passo della Macchia", era anticamente un punto di passaggio obbligato lungo il percorso della strada consolare d'origine romana, l'antica Via Valeria, che da Messina, dopo aver oltrepassato il centro di Mascali, conduceva a Catania e quindi a Siracusa.
Fu a partire dalla seconda metà del Seicento che attorno ad un "fòndaco", una sorta di locanda, ed un piccolo ospizio di monaci vennero costruite le prime abitazioni, mentre probabilmente all'inizio del XVIII secolo, il popolo vi edificò una chiesa.

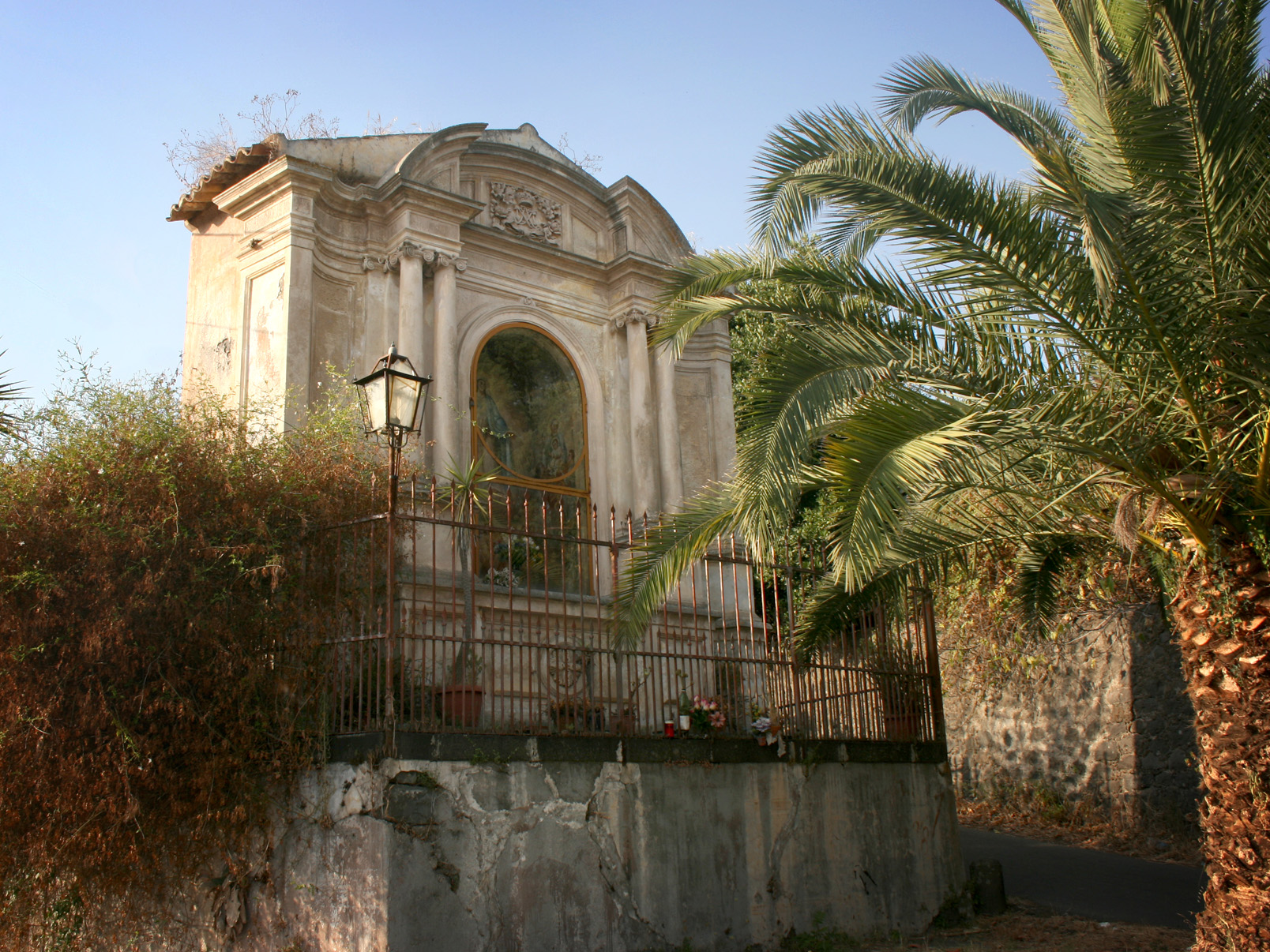
Edicola settecentesca dedicata alla Madonna del Rosario.

### XVIII secolo
Risalgono al ‘700 le prime testimonianze storiche di un certo rilievo sull'abitato in rapida crescita, le quali provengono in massima parte da resoconti di viaggio o relazioni eseguite per conto dei regnanti o della Chiesa.
Il canonico Giovanni Angelo de Ciocchis "visitatore generale delle Chiese e Badie di Real Patrimonio" in Sicilia per incarico di Carlo III di Borbone, censendo in maniera dettagliata i terreni e le proprietà della Contea di Mascali nel 1743, riporta nella sua relazione i nomi delle numerose contrade che a quel tempo componevano il borgo rurale: contrata la Macchia, contrata della Cisternazza, et passo della Macchia, contrata della Macchia et Cersa di Federico, contrata del Fondo della Macchia (probabile abbreviazione o corruzione della parola "fòndaco"), contrata Apothecae della Macchia. Da tali toponimi si deduce l'esistenza nel '700 di una serie di strutture e "servizi" per i viandanti quali appunto una cisterna d'acqua, la già menzionata locanda o osteria, nonché delle botteghe per i generi alimentari (apothecae).
L'abate benedettino catanese Vito Maria Amico è il primo che poco dopo la metà del Settecento nel suo "Lexicon Topographicum Siculum" informa dell'esistenza di una chiesa dedicata alla Madonna della Provvidenza, alla quale era sottoposta la più antica chiesa di Trepunti di San Matteo apostolo sulla via consolare, oltre alla presenza di ben due confraternite di laici. Tali notizie sono ribadite in seguito dallo storico salernitano Francesco Sacco: [...] Macchia fabbricata in pianura, a due miglia dal mare e a quattro da Mascali, esiste una Chiesa sagramentale e due confraternite laicali [...].
La presenza di un luogo di culto, a partire dai primi anni del Settecento, determinò senz'altro uno sviluppo urbanistico in corrispondenza dell'attuale centro storico.

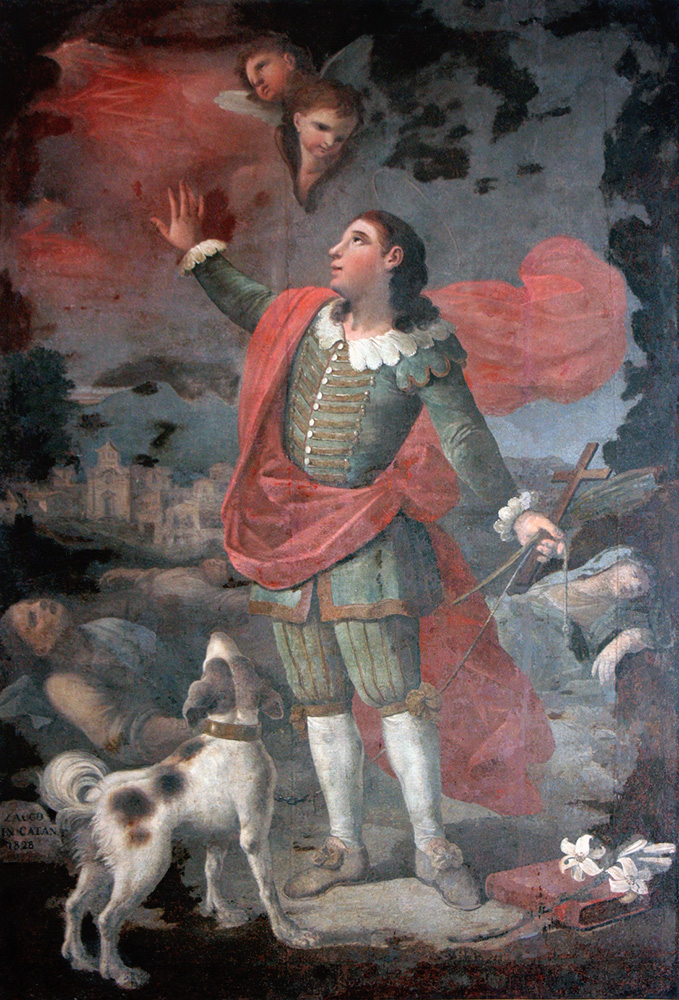
Dipinto di Giuseppe Zacco custodito in chiesa madre raffigurante San Vito, datato 1828. Sullo sfondo si scorge il borgo di Macchia così come si presentava agli inizi del XIX secolo.

### XIX secolo
In seguito allo smembramento della contea e alla nascita del comune di Giarre nel 1815, Il borgo di Macchia divenne sede del cosiddetto Eletto particolare. Il sindaco del nuovo comune era infatti collaborato da consiglieri e decurioni che rappresentavano anche i vari quartieri. Del cosiddetto "Elettorato della Macchia" facevano parte anche i borghi di Milo, oggi comune autonomo, Miscarello, Trepunti, San Leonardello oltre che Dagala del Re e Monacella (gli ultimi due, oggi frazioni del comune di Santa Venerina), centri, questi, all'epoca raggiungibili da Macchia grazie ad uno snodo di viuzze e sentieri spesso non facilmente percorribili.
Durante l'Ottocento per far fronte all'analfabetismo imperante furono fondate due scuole, la prima maschile intorno al 1830, la seconda femminile nel 1862. Quest'ultima fu fondata grazie alla munificenza di un'importante figura ecclesiastica per la borgata: l'arciprete Salvatore Fiamingo che, nato a Macchia nel 1785 era stato eletto "primo arciprete parroco" della Chiesa di Sant'Isidoro in Giarre, carica prestigiosa che conservò sino al 1868, data del suo decesso a Macchia, che era sempre rimasta il luogo della sua abituale residenza.
Il 18 luglio 1865 un terremoto di notevole entità si abbatté sulla contrada altamente popolata di Fondomacchia causando numerose vittime e distruggendo quasi tutti gli edifici nella zona.

### XX secolo
Del 1911 è l'atto ufficiale della nascita della nuova parrocchia di Macchia, il cui territorio era fino ad allora appartenuto alla chiesa madre di Giarre.
Durante la seconda guerra mondiale, il paese fu teatro di scontri tra le truppe tedesche ed alleate: molte strade e terreni furono minati, mentre il ponte sul torrente Macchia (u vaḍḍuni in siciliano), l'unico che al tempo collegava in maniera agevole i paesi pedemontani come San Giovanni Montebello e Sant'Alfio al centro di Giarre, fu distrutto dai soldati tedeschi che battevano in ritirata.
Negli anni cinquanta e sessanta, il centro del paese di Macchia fu oggetto di pesanti modifiche urbanistiche che diedero luogo alla creazione di una grande piazza centrale, ricavata dallo sventramento del quartiere "chianu", nonché dalla cementificazione del costone ovest del torrente, nel tratto ricadente a lato della piazza stessa e del corso principale.

## Monumenti e luoghi d'interesse

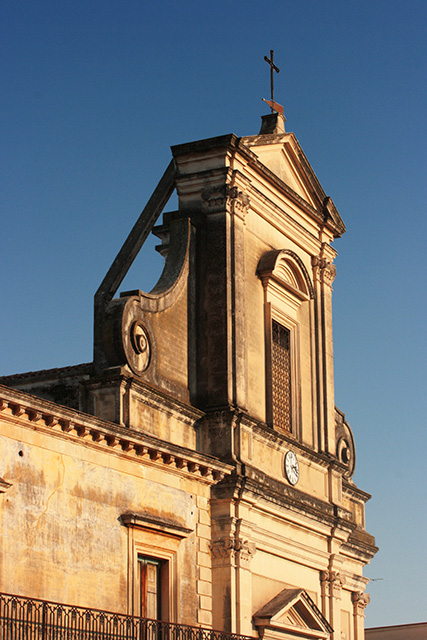
Facciata della chiesa madre di Macchia.

### Architetture religiose

#### Chiesa madre
La chiesa madre di Macchia è dedicata alla Madonna della Provvidenza, patrona del paese. Tale edificio, la cui prima costruzione pare risalga ai primi del Settecento (il registro dei morti decorre dal 1742), è stato oggetto di numerosi rimaneggiamenti ed ampliamenti, talvolta resisi necessari a causa dei danni provocati dai vari sismi che soprattutto nel corso dell'Ottocento e del Novecento colpirono la zona.
All'ultima ristrutturazione, completata intorno al 1970, sono dovuti l'irrimediabile perdita del prezioso ed artistico altare maggiore (a suo tempo giustificata dall'adeguamento della chiesa ai nuovi principi architettonici dettati dal Concilio Vaticano II), la riprogettazione e il rifacimento dell'intera facciata, nonché la distruzione mediante interramento delle antiche cripte sottostanti, riportate alla luce alcuni anni fa.
Al suo interno, suddiviso in tre navate, sono custodite alcune pregevoli opere d'arte, tra cui:
- due dipinti anonimi, raffiguranti la Sepoltura e la Deposizione, di fattura molto antica e di vaga derivazione caravaggesca;
- una tela, recentemente restaurata, raffigurante la Madonna del Rosario con santi Giuseppe, Matteo, Gaetano di Thiene, Francesco e Chiara d'Assisi, di scuola acese, attribuibile ad un allievo di Pietro Paolo Vasta;
- una tela raffigurante San Vito del catanese Giuseppe Zacco;
- una tela raffigurante il Transito di San Giuseppe del pittore acese Musumeci;
- un ulteriore eccellente dipinto raffigurante San Vito con angeli, eseguito dall'artista acese Francesco Mancini nel 1924;
- un crocifisso ligneo risalente al Settecento.

Era inoltre presente un ciclo di dipinti a soggetto mariano, attribuiti a Giuseppe Zacco o sua scuola, i quali vennero trafugati nel 1993 e sostituiti in seguito da stampe digitali su tela.

#### Chiesa del Calvario
Edificata a seguito dell'interdizione al culto della precedente antica chiesa del Calvario di San Matteo ricadente nel territorio dell'attuale frazione giarrese di Trepunti, l'attuale chiesa del Calvario di Macchia fu inaugurata nel 1938. Più volte resa inagibile dai terremoti e più volte rimaneggiata, essa si presenta oggi ad unica navata, con l'abside occupato interamente da una riproduzione della grotta di Lourdes.
Con l'interdizione al culto della chiesa di S. Matteo Apostolo, veniva a crearsi a Macchia la necessità di una chiesa che svolgesse la funzione di "Calvario" (ovvero un piccolo tempietto dove il venerdì Santo si svolgono tutte le funzioni liturgiche e si snoda la processione del Cristo morto, della Vergine Addolorata e di S. Giovanni Evangelista portati a spalla, a Macchia e a Giarre, dai giovani che rappresentano gli undici apostoli e Giuseppe d'Arimatea). Ecco che nel 1888, veniva venduto alla Chiesa Madre il terreno per edificare una piccola cappella per l'uso del culto al SS. Crocifisso del Calvario. Nel 1926 l'allora arciprete Don Giuseppe Patanè, costituì un comitato per la costruzione dell'attuale chiesa, che fino ad allora era composta solamente da un piccolo altarino. L'appalto dei lavori in muratura venne aggiudicato a Michele Caltabiano di Macchia. La chiesa venne inaugurata nel 1938 con un ulteriore elemento: la grotta in pietra lavica, realizzata dal prof. Mario Vasta di S. Venerina, che riproduceva quella di Massabielle di Lourdes, con all'interno il gruppo statuario di S. Bernadette e la Vergine di Lourdes. Negli ultimi decenni, la chiesa ha subito danni a seguito dei terremoti verificatisi nel 1950, 1952 e 1971. Per questo motivo durante i primi anni settanta venne ricostruita assumendo l'aspetto attuale, all'interno della chiesa fu collocata una statua di S. Paolo Apostolo donata dal Sig. Sebastiano Bonaccorso. Gravemente danneggiata nel 1984 a seguito di un altro terremoto, venne ristrutturata e riaperta al culto l'11 settembre 1995. La sera del 10 settembre il gruppo statuario della Madonna di Lourdes e di S. Bernadette venne portato trionfalmente in processione attraverso la via Pacinotti, dalla Chiesa Madre alla Chiesa del Calvario, il giorno dopo durante la solenne concelebrazione eucaristica, Mons. Giuseppe Malandrino, allora Vescovo di Acireale, vi consacrò l'altare.

#### Chiesa dell'Addolorata
La graziosa chiesa dell'Addolorata è sita in via Risorgimento. L'inizio della sua costruzione risale al 1922, quando, dopo che la chiesa madre era stata riconosciuta parrocchia autonoma, si percepì la necessità di costruire un altro tempio dove amministrare il culto domenicale. Il luogo prescelto, forse non era il più adatto, ma "in esso si era verificato l'11 novembre 1917, mentre era in pieno svolgimento la grande guerra, un fatto prodigioso": all'interno delle quattro pareti di una modesta abitazione, le due pie donne che l'abitavano, Vita Parisi e l'ottantenne madre Filippa Sorbello, avevano visto, mentre erano raccolte in preghiera ed adorazione, grondare lacrime di sudore dal volto di una venerata effigie di Maria SS. Addolorata.
Il terreno era infatti di proprietà della stessa Parisi e adiacente alla sua abitazione che era divenuta meta costante di pellegrini. £ 100.000 furono donate dal cav. Mariano Figuera, indispensabili per il completamento dei lavori. La chiesa fu aperta al pubblico nel giugno del 1926 con una solenne cerimonia presieduta dal vescovo di Acireale mons. Fernando Cento.
Nel 1931, il Convisitatore Vescovile can. Sebastiano Pennisi raccomandava di custodire il quadro della Madonna in un apposito armadietto e di svolgere i festeggiamenti in onore della "Madre dei sette dolori" facendoli precedere da un triduo o settima.
Le ultime rifiniture alla chiesa risalgono al 1950, ad opera del pittore ripostese Rosario Federico. Nel '99 furono donati alla chiesetta dei graziosi lampadari ed un tendone posto all'ingresso. Il 14 settembre 2000, durante la messa della vigilia della festa, vennero affissi alle pareti due quadri dipinti dal pittore Coriolano: San Francesco ed un bellissimo crocifisso. Il prospetto della chiesa-santuario è ad unica navata, nell'abside è collocato il quadro miracoloso. Nelle cappelle laterali sono collocate le statue del Sacro Cuore e di S. Giuseppe. La facciata è in stile liberty.
Il culto alla Vergine addolorata, a Macchia, è sorto sin dalle origini del quartiere. A tale scopo il venerdì che precedeva la domenica delle Palme (prima della riforma dei riti della Settimana Santa, seconda domenica di passione) si celebrava la "messa cantata" in onore della Vergine dei Sette Dolori. Il venerdì Santo, poi, il simulacro della Vergine Addolorata veniva e viene tuttora, insieme a quello del Cristo morto, portato in processione per le vie del paese.

### Architetture civili
- Abbeveratoio di via Principe di Piemonte, nominato "manufatto di rilevante interesse etnoantropologico" dall'Assessorato regionale dei Beni Culturali[2].
- Monumento ai caduti.
- Stele a San Vito del 1978, con statua raffigurante il santo opera dello scultore Domenico Tudisco; fu restaurata nel 2017.

## Società

### Istituzioni, enti e associazioni
La frazione è sede di una delegazione comunale e dell'ospedale "San Giovanni di Dio e Sant'Isidoro". Inoltre, ha ospitato un comando stazione dei Carabinieri fino al 2019.

### Religione
Il santo protettore è San Vito martire e la patrona e titolare della chiesa è Maria SS. della Provvidenza, ai quali il paese dedica solenni festeggiamenti rispettivamente l'ultima domenica di agosto e l'ultima domenica di ottobre.

## Cultura
È presente nella frazione il Museo degli Usi e dei Costumi delle Genti dell'Etna, nel quale sono esposti oggetti ed utensili tipici della civiltà contadina siciliana. Al suo interno è stata inoltre ricostruita fedelmente una tipica abitazione rurale di metà Ottocento.
Si svolse a Macchia annualmente la Rassegna di Teatro dialettale - Premio "Mons. Salvatore Giuffrida".

## Economia
Produzione agricola tipica della zona è quella della ciliegia dell'Etna DOP, protagonista della Sagra delle Ciliegie e delle Rose di Macchia, nata nel 1953 e giunta alla 32ª edizione nel 2024.

## Galleria d'immagini

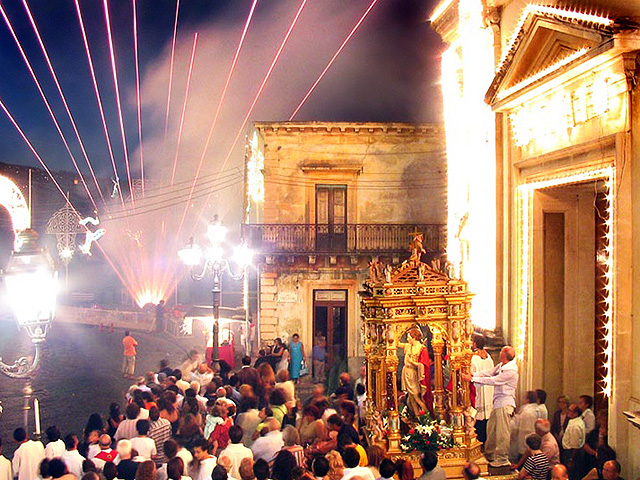
Momento della festa del protettore ('a nisciuta)
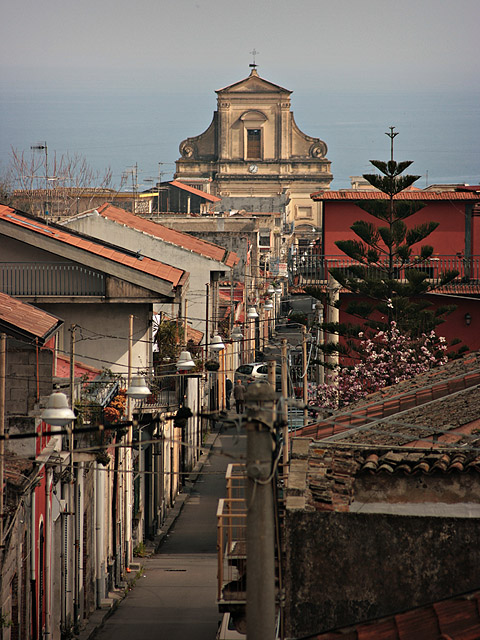
Scatto fotografico eseguito dal campanile della chiesa del Calvario.